# Moulin Rock Festival
Het Moulin Rock Festival (vroeger Moulin Rouge Festival) vond sinds 2002 jaarlijks plaats in Tessenderlo in het begin van september, en dit tot en met 2014. Het stelde als doel jonge beginnende bands, dj's en andere artiesten uit de regio van Tessenderlo podiumkansen te geven.

## Ontstaan
In het voorjaar van 2002 hoorde men meermaals van jonge groepen en dj’s uit Tessenderlo en omstreken dat zij zeer weinig mogelijkheden hadden om op te treden. Enkel in cafés voor een zeer beperkt publiek hadden zij af en toe deze kans. Men wilde die jongeren een festival geven waarop ze, ongeacht hun ervaring, voor een groot publiek konden optreden.

## De edities
De eerste editie van het Moulin Rock Festival vond plaats op vrijdag 20 september 2002. Er werd muziek gemaakt in één tent en op één podium. Totaal onverwacht kwam een 1600-tal bezoekers opdagen. Er bleek dus wel degelijk een markt te zijn voor zo’n muziekevenement in Tessenderlo. De tweede editie werd iets professioneler aangepakt. Men had al gauw artiesten genoeg om twee podia en twee tenten te vullen. Het festival begon al in de namiddag en beklemtoonde een aantal zaken die voor een “alternatief” festival van belang waren. Ook deze editie werd door de organisatie als succesrijk beschouwd en men mocht meer dan 2600 bezoekers verwelkomen. Tijdens de derde editie in 2004 jaar zakten ongeveer 3500 jongeren en ietsjes ouderen af naar het festival.
De vierde editie werd een nieuwe mijlpaal voor het festival. Het duurde twee dagen, met een fuif in twee tenten op vrijdag, en het 'gewone' festival op zaterdag, met twee podia en vier tenten. Voor de eerste keer was er een camping voorzien, waar ongeveer 500 festivalgangers een plekje vonden. Ondanks de striemende regen op vrijdag- en zaterdagavond werd een recordopkomst van 5000 bezoekers opgetekend.
In 2009 veranderde het festival, dat tot dan Moulin Rouge Festival had geheten, van naam. Aanleiding voor de naamsverandering waren bezwaren van het gelijknamige theater in Parijs.

## Pijlers
Het Moulin Rock Festival steunde op een aantal pijlers:
- Jong talent kansen geven
- Promoten van zachte mobiliteit
- Betaalbaar
- Toegankelijkheid voor mensen met een beperking[bron?]